# Camille Pleyel

Camille Pleyel, unbezeichnete Lithografie

Joseph Etienne Camille Pleyel, auch Joseph Stephan Camille Pleyel  (* 18. Dezember 1788 in Straßburg; † 4. Mai 1855 in Montmorency bei Paris) war ein französischer Pianist, Klavierbauer und Musikverleger.

## Leben
Pleyel war der jüngste Sohn aus der Ehe des österreichischen Komponisten Ignaz Pleyel mit der Französin Gabrielle Lefebvre. Prägenden Eindruck machte auf Pleyel eine Begegnung mit Beethoven, den er zusammen mit seinem Vater im Frühjahr 1805 in Wien besuchte. Er berichtete darüber in mehreren Briefen an seine Mutter.
Ab 1815 war er Teilhaber des Verlags seines Vaters sowie der Klavierfabrik Pleyel. 1831 heiratete er die Pianistin Marie Moke, die zuvor mit Hector Berlioz liiert war.
Pleyel und seine Frau gehörten zu den engsten Freunden Frédéric Chopins, der ihm die Erstausgabe seiner 24 Préludes op. 28 widmete, darunter das berühmte Regentropfen-Prélude, das auf Mallorca entstand, wohin sich Chopin und George Sand am 7. November 1838 einschifften. Beide wohnten dort ab dem 15. Dezember 1838 in der Kartause von Valldemossa. Die Préludes waren ein Auftragswerk Pleyels, der sich auch darum kümmerte, dass Chopin auf Mallorca ein Klavier zur Verfügung stand, das aber erst im Januar 1839 eintraf. Bereits am 22. Januar 1839 konnte er Pleyel dann mitteilen: „Ich schicke Ihnen endlich meine Préludes, die ich auf Ihrem Pianino beendete, das trotz der See, des schlechten Wetters sowie des Zolls von Palma in bestmöglichem Zustand angekommen war.“ Die französische Erstausgabe der Préludes erschien im Herbst 1839 in Paris.
Chopin trat mehrfach in den Räumlichkeiten (Salons und Salle) Pleyels auf, obwohl er wenig Konzerte gab.
Camille Pleyels Grab befindet sich auf dem Pariser Friedhof Père-Lachaise.